# Dzwiniacze
Dzwiniacze (ukr. Дзвиняча) – wieś na Ukrainie, w obwodzie tarnopolskim, w rejonie krzemienieckim, w hromadzie Wiśniowiec. W 2001 liczyła 1019 mieszkańców, wśród których 974 wskazało jako ojczysty język ukraiński, 44 rosyjski, a 1 mołdawski.
W okresie międzywojennym wieś znajdowała się w granicach II RP, wchodząc w skład gminy Wiśniowiec w powiecie krzemienieckim, w województwie wołyńskim.
Do 2020 w rejonie zbaraskim.